# Instant anyu
Az Instant anyu amerikai szituációs komédia, amelyet Howard Michael Gould alkotott, és amelyben Tia Mowry-Hardrict szerepelt férjével együtt három gyermek mostohaanyjaként. 2013. november 22-én kiadták a sorozat 2. évadját amely újabb 20 epizódot tartalmaz. A sorozat 2014. szeptember 9-én lett megújítva a harmadik évadra. A Nickelodeon 2015. október 21-én jelentette be, hogy az Instant anyu nem lépi túl a harmadik évadot, és a gyártott 65 epizóddal befejezi futását.

## Cselekmény
A Philadelphiában játszódó Stephanie Phillips ételblogger és bulizós lány, akinek drasztikusan le kell csillapítania életmódját, amikor feleségül megy Charlie Phillipshez, egy idősebb, három gyermekes férfihoz. Most anyjának kell lennie Charlie tizenéves lányának, Gabrielle-nek, valamint iskolás korú fiainak, Jamesnek és Aaronnak. Stephanie-nak gyorsan meg kell tanulnia, hogy hogyan lehet teljes munkaidőben mostohaanyja, mindentudó anyja, Maggie segítségével, miközben megpróbálja aktívan tartani a társadalmi életét.

## Színészek és szereplők
| Szereplő                            | Színész              | Magyar hangja        |
| ----------------------------------- | -------------------- | -------------------- |
| Stephanie Turner-Phillips           | Tia Mowry-Hardrict   | Sipos Eszter Anna    |
| Charlie Phillips                    | Michael Boatman      | Kálid Artúr          |
| Gabrielle "Gabby" Beatrice Phillips | Sydney Park          | Pekár Adrienn        |
| James Phillips                      | Tylen Jacob Williams | Berecz Kristóf Uwe   |
| Aaron Phillips                      | Damarr Calhoun       | Gergely Attila       |
| Maggie Turner                       | Sheryl Lee Ralph     | Kocsis Mariann       |
| Jenny                               | Stephanie Charles    | Sallai Nóra          |
| Lovak                               | Time Winters         | Rosta Sándor         |
| Lynn                                | Keesha Sharp         | Zakariás Éva         |
| Molly                               | Haley Pullos         | Hermann Lilla        |
| Brody                               | Dat Pham             | Kárpáti Levente Áron |
| Erica                               | Ariella Kebbel       | Kis-Kovács Luca      |
| Dana                                | Kortney Nash         | Földi Teodóra        |

## Szereplők és karakterek
- Stephanie Turner-Phillips (Tia Mowry-Hardrict) Az új mostohaanya, és igyekszik a lehető legjobb anya lenni. Élelmiszerblogger és bulizós lány.
- Charlie Phillips (Michael Boatman) Stephanie idősebb férje, aki orvos és első felesége három gyermek apja.
- Maggie Turner (Sheryl Lee Ralph) Stephanie édesanyja, aki gyakran beleolvad lánya magánéletébe, általában azzal a magyarázattal, hogy családi tapasztalattal nem rendelkező Stephanie-t igyekszik jobb anyává tenni, ha családi válság van.
- Gabrielle "Gabby" Beatrice Phillips (Sydney Park) James és Aaron idősebb testvére. 15 éves a sorozat kezdetekor, és mint sok más tizenéves lány, nagyon divattudatos. Emellett nagyon okos tiszteletbeli hallgató. Őt a valaha elképzelhetetlenül okos, csinos, népszerű, tehetséges, vicces és stílusos embernek tekintik.
- James Phillips (Tylen Jacob Williams) Gabby és Aaron középső testvére. A család trükköseként ismerik. Nem ismeri el, de irigyli Gabby fölényét és népszerűségét, és megpróbál csínyeket húzni rá, gyakran átverve őket.
- Aaron Phillips (Damarr Calhoun) Gabby és James legfiatalabb testvére. Úgy tekintenek rá, mint arra a gyermekre, aki a legkevésbé cselekszik az összes családtag között. Amikor erre rájön, megpróbálja a maga javára használni.

## Gyártás
2012. augusztus 3-án a Nickelodeon bejelentette, hogy berendelte az Instant anyu pilotszkriptjét. Főszerepben Tia Mowry-Hardrict, Duane Martin, Sheryl Lee Ralph, Sydney Park, Tylen Williams és Damarr Calhoun látható. 2013. április 3-án jelentették be, hogy az Instant anyut hivatalosan is berendelték egy 13 epizódos első évadra, hogy 2013 végén a NickMom-on adásba kerüljön. Később, 2013. augusztus 19-én, a Nickelodeon hét további epizódot rendelt be, amivel a sorozat első évada 20 részes lett. 2013. november 22-én az első évad további hat epizóddal bővült. Annak ellenére, hogy korábban bejelentették, hogy a sorozat a NickMom proglambokkban fog megjelenni, a Nick at Nite premier epizódjaira helyezték át, feltehetően az előbbinek mindenütt elterjedt terjesztése és a NickMom létrehozási küzdelmei miatt. Ugyanazon az éjszakán folytatta az új epizódok bemutatását a NickMom-on, amíg a programblokk 2015. szeptember 28-án véget nem ért, és ez lett az egyetlen sorozat, amely a programblokk futásának többségében közvetítés nélkül került lemondásra. A forgatás a kaliforniai Hollywoodban, a Paramount stúdióban történt. A sorozat három évadot élt meg 65 epizóddal, eredeti premierje 2013. szeptember 29-én volt és 2015. december 19-én ért véget. A sorozat három hónappal meghaladta a NickMom programozási blokkot.

## Külső hivatkozások
- Instant anyu a PORT.hu-n (magyarul)
- Instant anyu az Internet Movie Database-ben (angolul)
- Instant anyu a Rotten Tomatoeson (angolul)
- Instant anyu a Box Office Mojón (angolul)